# John FitzGerald, IV conde de Desmond

Irlanda normanda, mostrando los condados de Desmond y Ormond

John FitzGerald, IV conde de Desmond (muerto en 1399) era hijo de Gerald FitzGerald, III conde de Desmond. Se casó y tuvieron un hijo, Thomas FitzGerald, V conde de Desmond, que le sucedió como Conde de Desmond.
Según Burke, John Fitzgerald se casó con Joan Roche, hija de Lord Fermoy. En Mazo de 1399 Fitzgerald se ahogó en Ardfinnan en el Río Suir, y fue enterrado en Youghal. Fue sucedido por su hijo Thomas FitzJohn Fitzgerald, V conde de Desmond.
| Nobles de Irlanda               | Nobles de Irlanda          | Nobles de Irlanda              |
| ------------------------------- | -------------------------- | ------------------------------ |
| Precedido por Gerald FitzGerald | Conde de Desmond 1398–1399 | Sucedido por Thomas FitzGerald |